# Mata (Castelo Branco)
Mata é uma povoação portuguesa do Município de Castelo Branco, situada na antiga província da Beira Baixa, na região do Centro (Região das Beiras) e sub-região da Beira Interior Sul, que foi sede da extinta Freguesia de Mata, freguesia que tinha 23,98 km² de área e 470 habitantes (2011) e, por isso, uma densidade populacional de 19,6 hab./km².
A Freguesia de Mata foi extinta em 2013, no âmbito de uma reforma administrativa nacional, tendo sido agregada à freguesia de Escalos de Baixo, para formar uma nova freguesia denominada União das Freguesias de Escalos de Baixo e Mata com a sede em Escalos de Baixo.

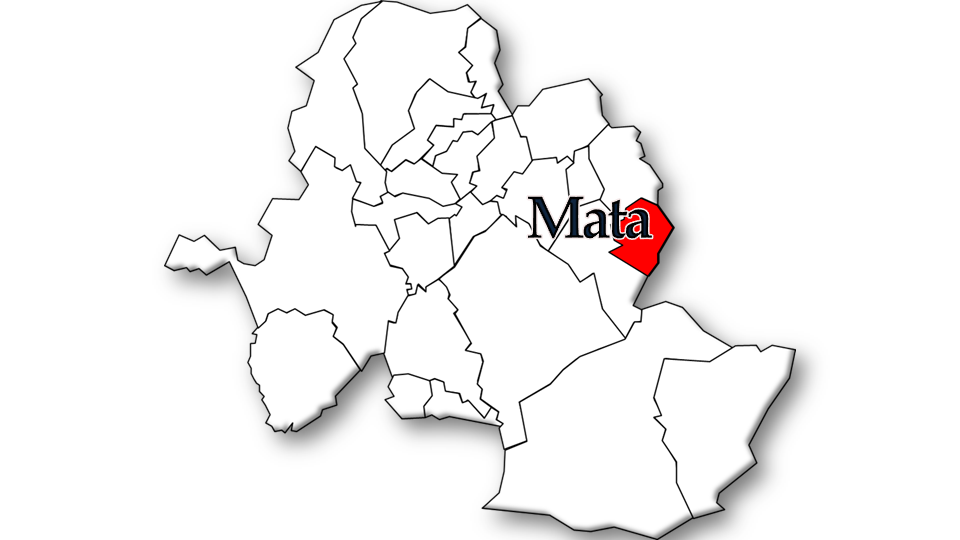
Localização no Município de Castelo Branco

## População

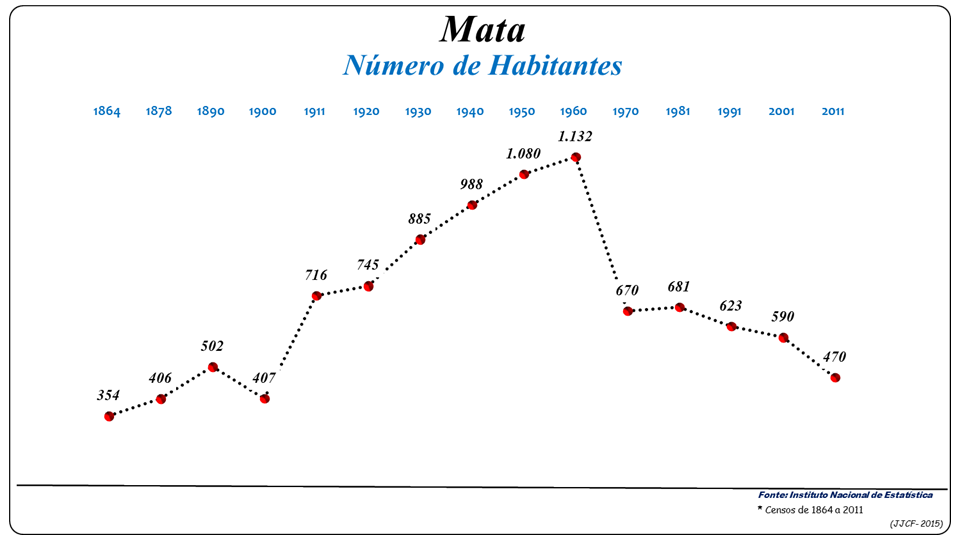
Evolução da População (1864 / 2011)

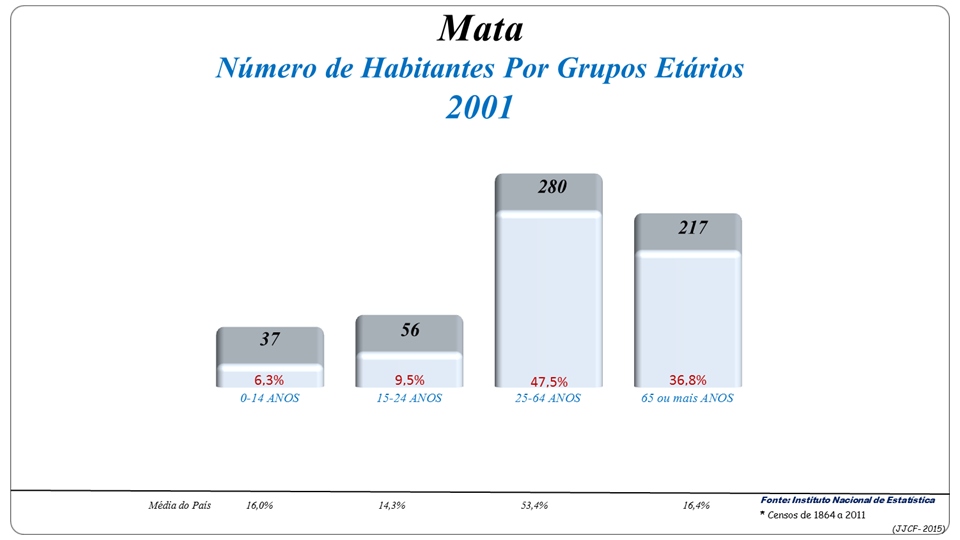
Grupos Etários (2001 e 2011)

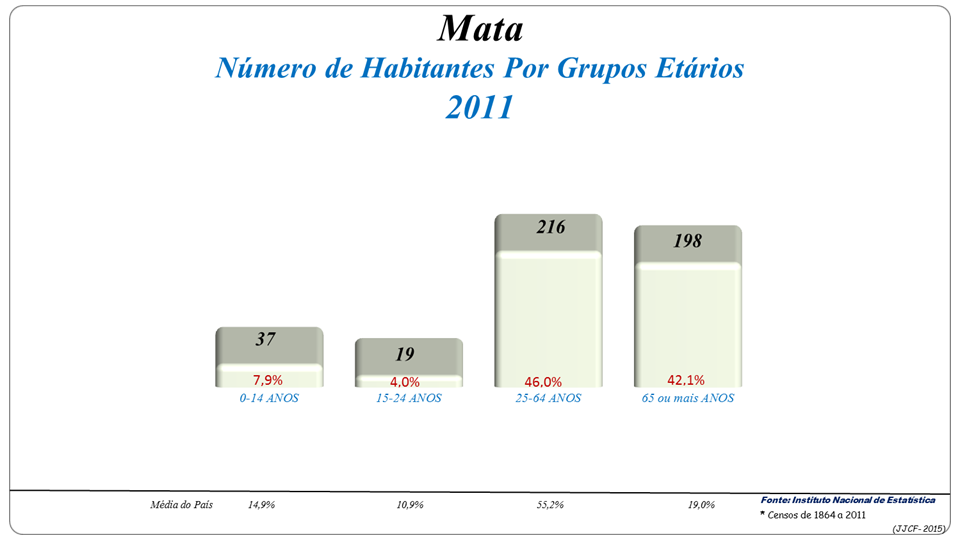
Grupos Etários (2001 e 2011)

| População da freguesia de Mata | População da freguesia de Mata | População da freguesia de Mata | População da freguesia de Mata | População da freguesia de Mata | População da freguesia de Mata | População da freguesia de Mata | População da freguesia de Mata | População da freguesia de Mata | População da freguesia de Mata | População da freguesia de Mata | População da freguesia de Mata | População da freguesia de Mata | População da freguesia de Mata | População da freguesia de Mata |
| ------------------------------ | ------------------------------ | ------------------------------ | ------------------------------ | ------------------------------ | ------------------------------ | ------------------------------ | ------------------------------ | ------------------------------ | ------------------------------ | ------------------------------ | ------------------------------ | ------------------------------ | ------------------------------ | ------------------------------ |
| 1864                           | 1878                           | 1890                           | 1900                           | 1911                           | 1920                           | 1930                           | 1940                           | 1950                           | 1960                           | 1970                           | 1981                           | 1991                           | 2001                           | 2011                           |
| 354                            | 406                            | 502                            | 407                            | 716                            | 745                            | 885                            | 988                            | 1 080                          | 1 132                          | 670                            | 681                            | 623                            | 590                            | 470                            |

## Património
- Igreja de Santa Margarida (matriz)
- Capela de S. Pedro
- Cruzeiro
- Fontes antigas
- Lagares de azeite
- Estação romana da Fonte da Bica